# 다케하라시
다케하라시(일본어: 竹原市)는 일본 히로시마현에 있는 시이다. 예로부터 세토우치 지방의 교통 요충지로 발전했다. 무로마치 시대부터 항구 도시로 알려졌고 에도 시대 후기에는 제염업으로 번창하였다. 현재는 "아키의 소(小)교토"로 불리고 2000년에 일본 국토교통성에 의해 마치나미 지구가 "도시 경관 100선"에 선정되었다.

## 지리
히로시마현 남중부에 위치한다. 시가지는 JR 다케하라역을 중심으로 선상으로 펼쳐진 관공서·상업 지구, 항구를 중심으로 한 항만·공업 지구, 문화재가 집중하는 사원 등을 포함한 전통 거리 보존 지구로 나뉜다. 또 시의 특산물인 죽순 등의 산지인 오부키 지구도 있다. 그 외에도 토끼, 독가스 등으로 유명해진 섬인 오쿠노시마섬이라는 무인도가 자리잡고 있다.

## 역사
원래 간전영년사재법에 의해 교토 시모가모 신사의 장원지로 개간된 것이 최초로 여겨지지만 이름의 유래는 "대나무 숲" 또는 장원 관리자가 "다케하라씨"였기 때문이었던 것으로 나뉘고 있다. 무로마치 시대 후기에는 모리씨의 3남 고바야카와 다카카게가 다케하라에서 어린 시절을 보냈고 에도 시대 후기에 염전과 양조에 의해 발전해 다다노미정에는 관소가 생겼을 정도이다. 또 소금은 그 당시 히로시마현의 80%를 차지하였고 오사카나 나가노·기후까지 기타마에선으로 수송했다.
1958년 11월 3일에 도요타군 다케하라정, 다다노미정이 합병해 시로 승격하면서 다케하라시가 되었다.

## 교통

### 철도
- 서일본 여객철도 구레선

### 도로
- 국도 제2호선
- 국도 제185호선
- 국도 제375호선 (일본)(일본어판)
- 국도 제432호선 (일본)(일본어판)

## 대중 문화
- 타마유라

## 주요 명소
- 오쿠노시마섬 - 토끼, 독가스 섬으로 알려진 곳

## 인구
| 연도                           | 인구   | ±%    |
| ------------------------------ | ------ | ----- |
| 1960                           | 36,424 | —     |
| 1965                           | 35,018 | −3.9% |
| 1970                           | 35,017 | −0.0% |
| 1975                           | 36,273 | +3.6% |
| 1980                           | 36,895 | +1.7% |
| 1985                           | 36,286 | −1.7% |
| 1990                           | 34,771 | −4.2% |
| 1995                           | 33,451 | −3.8% |
| 2000                           | 31,935 | −4.5% |
| 2005                           | 30,657 | −4.0% |
| 2010                           | 28,655 | −6.5% |
| 2015                           | 26,426 | −7.8% |
| 2020                           | 23,993 | −9.2% |
| Takehara population statistics |        |       |

## 기후
| 다케하라시의 기후                                            | 다케하라시의 기후 | 다케하라시의 기후 | 다케하라시의 기후 | 다케하라시의 기후 | 다케하라시의 기후 | 다케하라시의 기후 | 다케하라시의 기후 | 다케하라시의 기후 | 다케하라시의 기후 | 다케하라시의 기후 | 다케하라시의 기후 | 다케하라시의 기후 | 다케하라시의 기후 |
| 월                                                           | 1월               | 2월               | 3월               | 4월               | 5월               | 6월               | 7월               | 8월               | 9월               | 10월              | 11월              | 12월              | 연간              |
| ------------------------------------------------------------ | ----------------- | ----------------- | ----------------- | ----------------- | ----------------- | ----------------- | ----------------- | ----------------- | ----------------- | ----------------- | ----------------- | ----------------- | ----------------- |
| 역대 최고 기온 °C (°F)                                       | 15.9 (60.6)       | 19.5 (67.1)       | 22.4 (72.3)       | 25.2 (77.4)       | 26.7 (80.1)       | 30.9 (87.6)       | 34.8 (94.6)       | 34.8 (94.6)       | 34.0 (93.2)       | 30.1 (86.2)       | 23.7 (74.7)       | 20.3 (68.5)       | 34.8 (94.6)       |
| 일평균 최고 기온 °C (°F)                                     | 9.4 (48.9)        | 9.7 (49.5)        | 12.5 (54.5)       | 16.9 (62.4)       | 21.2 (70.2)       | 24.1 (75.4)       | 27.7 (81.9)       | 30.0 (86.0)       | 27.5 (81.5)       | 22.5 (72.5)       | 17.1 (62.8)       | 11.9 (53.4)       | 19.2 (66.6)       |
| 일일 평균 기온 °C (°F)                                       | 5.7 (42.3)        | 5.8 (42.4)        | 8.6 (47.5)        | 13.0 (55.4)       | 17.3 (63.1)       | 20.8 (69.4)       | 24.5 (76.1)       | 26.5 (79.7)       | 23.7 (74.7)       | 18.4 (65.1)       | 12.9 (55.2)       | 8.0 (46.4)        | 15.4 (59.8)       |
| 일평균 최저 기온 °C (°F)                                     | 2.0 (35.6)        | 1.9 (35.4)        | 4.5 (40.1)        | 9.1 (48.4)        | 13.8 (56.8)       | 18.2 (64.8)       | 22.1 (71.8)       | 23.9 (75.0)       | 20.5 (68.9)       | 14.7 (58.5)       | 9.0 (48.2)        | 4.2 (39.6)        | 12.0 (53.6)       |
| 역대 최저 기온 °C (°F)                                       | −4.7 (23.5)       | −6.6 (20.1)       | −3.1 (26.4)       | −0.1 (31.8)       | 5.8 (42.4)        | 11.7 (53.1)       | 16.1 (61.0)       | 17.4 (63.3)       | 10.3 (50.5)       | 4.8 (40.6)        | 0.3 (32.5)        | −3.2 (26.2)       | −6.6 (20.1)       |
| 평균 강수량 mm (인치)                                        | 38.1 (1.50)       | 48.5 (1.91)       | 88.6 (3.49)       | 95.6 (3.76)       | 121.1 (4.77)      | 193.2 (7.61)      | 213.7 (8.41)      | 98.1 (3.86)       | 121.8 (4.80)      | 86.4 (3.40)       | 59.9 (2.36)       | 45.3 (1.78)       | 1,212.3 (47.73)   |
| 평균 강수일수 (≥ 1.0 mm)                                     | 5.0               | 6.8               | 9.1               | 9.2               | 8.9               | 10.8              | 9.8               | 7.0               | 8.3               | 6.6               | 6.0               | 5.5               | 93                |
| 평균 월간 일조시간                                           | 156.5             | 153.6             | 180.2             | 199.9             | 219.2             | 166.6             | 205.1             | 238.5             | 172.5             | 183.6             | 163.2             | 154.7             | 2,190.8           |
| 출처: 일본 기상청 (평년값: 1991년~2020년, 극값: 1979년~현재) |                   |                   |                   |                   |                   |                   |                   |                   |                   |                   |                   |                   |                   |

## 자매 도시
- 대한민국 전라남도 담양군